# Melithreptus gularis
Melithreptus gularis là một loài chim trong họ Meliphagidae.